# Erik Lima
Erik Lima (sinh ngày 18 tháng 7 năm 1994) là một cầu thủ bóng đá người Brasil.

## Sự nghiệp câu lạc bộ
Erik Lima hiện đang chơi cho Yokohama F. Marinos.